# Francesco Chicchi
Francesco Chicchi (ur. 27 listopada 1980 w Camaiore) – włoski kolarz szosowy.

## Najważniejsze osiągnięcia
2002
- 1. miejsce w mistrzostwach świata (do lat 23, start wspólny)

2005
- 1. miejsce na 1b etapie Settimana Internazionale di Coppi e Bartali

2006
- 1. miejsce na 1. etapie wyścigu Quatre jours de Dunkerque
- 1. miejsce na 5. etapie Tour of Britain
- 1. miejsce w Driedaagse van West-Vlaandren

2007
- 1. miejsce na 1. i 4. etapie Post Danmark Rundt
- 1. miejsce na 4. etapie Brixia Tour
- 2. miejsce w Paryż-Tours

2008
- 1. miejsce na 7. etapie Tirreno-Adriático
- 1. miejsce na 1a, 1b i 4. etapie Settimana Internazionale di Coppi e Bartali
- 1. miejsce na 4. etapie Tour de Slovénie
- 1. miejsce na 5. etapie Volta Ciclista a Catalunya
- 1. miejsce na 7. etapie Tour of Missouri

2009
- 1. miejsce na 6. etapie Tour Down Under
- 1. miejsce na 6. etapie Tour of Missouri

2010
- 1. miejsce na 1. etapie Tour de San Luis
- 1. miejsce na 4. i 6. etapie Tour of Qatar
- 1. miejsce na 1.(a) etapie Settimana Internazionale di Coppi e Bartali
- 1. miejsce na 4. etapie Tour of California
- 1. miejsce na 4. etapie Tour de Slovénie
- 1. miejsce w Gran Premio Città di Modena

2012
- 1. miejsce na 1. i 2. etapie Tour de San Luis
- 1. miejsce na 1. etapie Driedaagse van West-Vlaanderen
- 1. miejsce w Nokere Koerse
- 1. miejsce w Handzame Classic

2013
- 1. miejsce na 4. i 10. etapie Tour de Langkawi
- 1. miejsce w Rīga Grand Prix
- 1. miejsce w Jūrmala Grand Prix
- 3. miejsce w Châteauroux Classic de l'Indre

2014
- 3. miejsce w Grand Prix de Denain